# Hegesiboulos II (Töpfer)
Hegesiboulos II (altgriechisch Ἑγεσίβολος) war ein antiker griechischer Töpfer, tätig um 460 v. Chr. in Athen.
Er war wahrscheinlich ein Verwandter, eventuell der Enkel, des Töpfers Hegesiboulos, vielleicht auch ein jüngerer Bruder des Töpfers Sotades. Mit diesem arbeitete er in einer Werkstatt eng zusammen.
Von ihm ist nur eine signierte Schale in Brüssel, Musées royaux d’Art et d’Histoire Inv. A 891 bekannt. Im Innenbild zeigt sie auf weißem Grund eine kreiselspielende Frau, bemalt wurde sie von einem Maler aus dem Umkreis des Sotades-Malers.